# Belmont-Mary Help of Christians

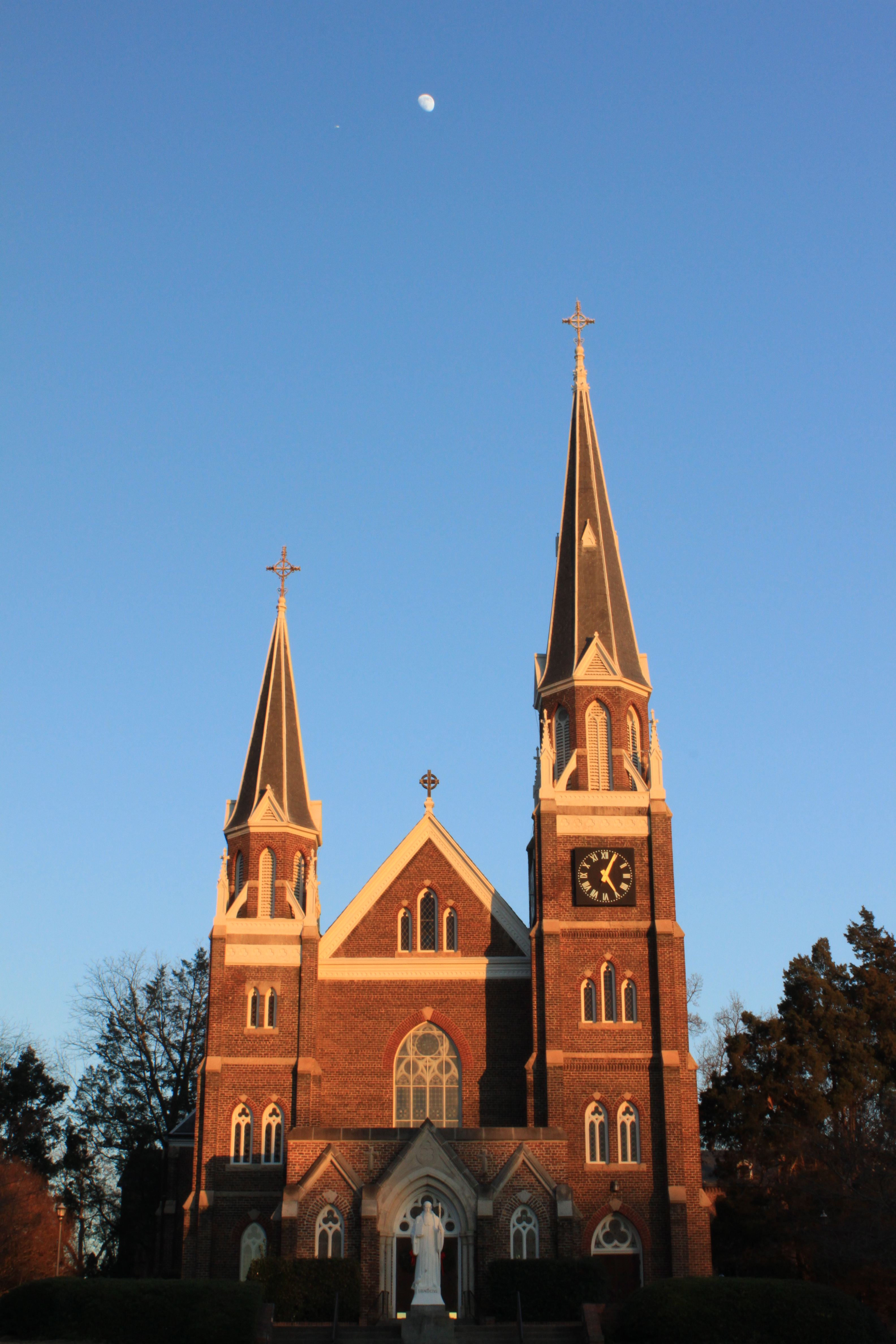
Klosterkirche in Belmont

Die Abtei Belmont-Mary Help of Christians (lat. Abbatia B. Mariae Auxiliatricis de Belmont) ist eine Benediktinerabtei in Belmont, North Carolina.

## Geschichte der Abtei
Die Abtei wurde 1876 gegründet. Am 8. Juni 1910 wurde sie in den Rang einer Abbatia nullius (Gefreiten Abtei) erhoben und dem Erzbistum Baltimore als Suffragan unterstellt. Die Abtei gehört zur Amerikanisch-Cassinensischen Benediktinerkongregation.
Mit einer Größe von 3.340 km² umfasste das Abteiterritorium die Gebiete von Catawba, Cleveland, Burke, Lincoln, McDowell, Polk, Rutherford Counties, Gaston County und Belmont. Nachdem sie am 17. April 1944 alle Gebiete bis auf Belmont und Gaston County an das Bistum Raleigh verloren hatte, zählte sie 1950 noch 710 Katholiken (0,6 %) in 5 Pfarreien mit 22 Ordenspriestern und 125 Ordensschwestern.
Als sie im Juni 1962 auch noch Gaston County an das Bistum Raleigh abgegeben hatte, besaß sie nur noch ihre eigene Pfarrei, der im Jahre 1966 550 Katholiken (95,7 %) mit 2 Diözesanpriestern und 32 Ordenspriestern angehörten. 1977 fiel auch diese Pfarrei des Benediktinerklosters, welches nun noch 27 Ordenspriester zählte, an das Bistum Charlotte. Durch den Verlust des eigenen Gebietes verlor das Kloster den kirchenrechtlichen Status einer Gebietsabtei d. h. einer Teilkirche und ist seither normale Benediktinerabtei.

## Klosterkirche
Die Klosterkirche wurde in den Jahren 1892 und 1893 erbaut und im nachfolgenden Jahr geweiht. Die Kirche wurde 1973 in das National Register of Historic Places aufgenommen. Papst Johannes Paul II. verlieh der ehemaligen Abteikathedrale 1998 den Titel einer Basilica minor.

## Äbte
- Leo Michael Haid, O.S.B. (1910–1924)
- Vincent George Taylor, O.S.B. (1924–1959)
- Walter Arthur Coggin, O.S.B. (1959–1970)
- Edmund F. McCaffrey, O.S.B. (1970–1975)
- Jude G. Cleary, O.S.B. (1975–?)
- Oscar Burnett (1991–1999)
- Placid Solari (1999-heute)